# Operacje reagowania kryzysowego NATO
Operacje reagowania kryzysowego NATO – Rada Północnoatlantycka na wniosek państwa lub grupy państw członkowskich albo Sekretarza Generalnego NATO podejmuje decyzję o udziale NATO w operacjach reagowania kryzysowego. Wniosek ten zgłaszany jest na prośbę Rady Bezpieczeństwa ONZ lub Stałej Rady OBWE, rozpatrując go Rada Północnoatlantycka poleca organom wojskowym NATO dokonania analizy sytuacji oraz opracowanie ogólnych planów przyszłej operacji. Plany te obejmują koncepcję działania, zalecany skład i strukturę dowodzenia zaangażowanych sił, a także zadania oraz przewidywany czas ich wykonania. Organizacje wojskowe NATO prowadzą również konsultacje z odpowiednimi organami ONZ lub OBWE oraz z władzami wojskowymi państw członkowskich w sprawie możliwości wydzielenia sił i środków potrzebnych do przeprowadzenia operacji. Po zapoznaniu się z planami Rada Północnoatlantycka podejmuje decyzje o udziale sił Sojuszu w misji pokojowej. Rada podejmuje również decyzje o zakończeniu lub zmianie zadań w ramach operacji. Zależnie od przyjętych ustaleń Sekretarz Generalny NATO składa okresowe raporty o przebiegu operacji do ONZ.